# 平成13年台風第16号
平成13年台風第16号（へいせい13ねんたいふうだい16ごう、アジア名：ナーリー〔Nari、命名国：韓国、意味：百合〕）は2001年9月に発生し、台湾に上陸した台風である。沖縄近海で、長時間に渡りループを描くなどの複雑な進路を取ったため、南西諸島にも被害をもたらした。

## 概要

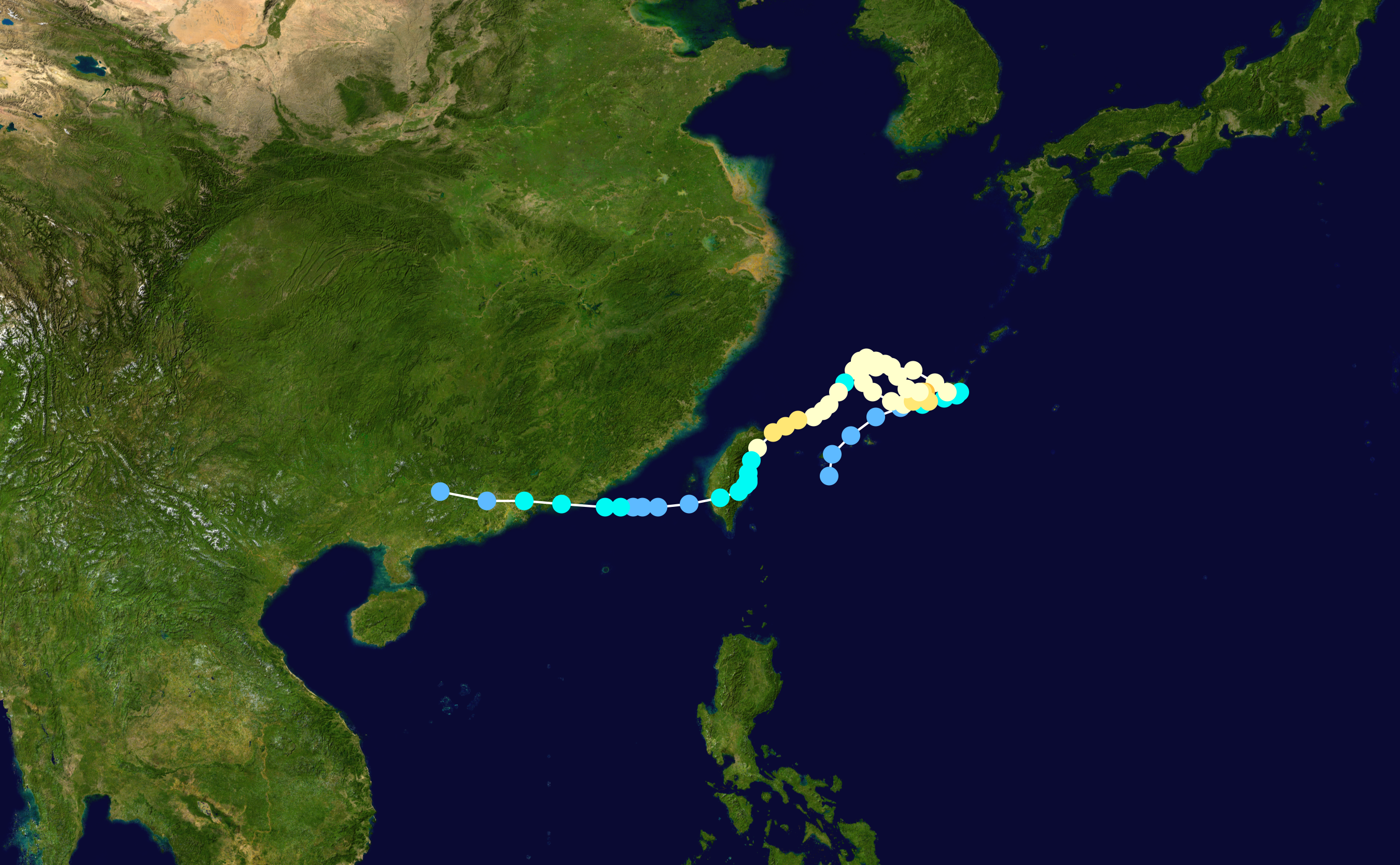
進路図

9月6日に沖縄県石垣島近海で発生した台風16号は、当初は東進していたが太平洋高気圧の壁に阻まれて進路が定まらなくなり、7日7時半頃に沖縄県沖縄本島南部を通過。その後8日の3時半頃に、沖縄県沖縄本島中部を通過した後、今度は進路を西寄りに変えて9日には遠ざかったが、東シナ海で再び沖縄本島方面へ進路を変え、11日に強い勢力で再接近した。台風は9月11日から13日にかけて沖縄近海でほぼ停滞し、沖縄本島や久米島・慶良間諸島では長時間にわたり暴風にさらされた。13日3時半頃に沖縄県久米島付近を通過。その後、台風は南西諸島から遠ざかったが、東シナ海をゆっくりとした速度で南西進するなど複雑な動きを続け、16日に台湾に上陸して熱帯低気圧に変わったが、20日に再発達して台風の勢力となり、中国華南に上陸して消滅した。
台風が通過した７日から８日にかけて、沖縄本島では中南部で300～400mmの大雨となり、那覇市では期間降水量が551.5mmとなった。また、近海で台風が長時間停滞した久米島では、期間降水量が967.5mm（平年の年降水量の45％）という記録的な大雨となった。沖縄本島では７日から８日にかけて暴風となり、那覇市では最大風速25.4m/s（最大瞬間風速41.7m/s）、久米島では12日に最大瞬間風速50.8m/sを観測した。

## 被害
- 死者行方不明者99人
- 台風が長時間停滞したため、暴風による家屋の損壊や浸水などの被害が発生したほか、離島を結ぶ交通機関が麻痺したことによる孤立も発生した。さらに長時間に渡って停電や断水が続き、ライフラインへの影響もあった。
- 沖縄市では9月8日に災害救助法が適用され、9月11日には島尻郡渡名喜村でも適用された。
- 高知県ではこの台風から流れ込んだ湿った空気によって低気圧と前線が活発化し、南西部を中心に激しい雨となった。[2]